# Лемие
Лѐмие (на италиански и на пиемонтски: Lemie; на окситански: Leimia, Леймия) е село и община в Метрополен град Торино, регион Пиемонт, Северна Италия. Разположено е на 960 m надморска височина. Към 1 януари 2020 г. населението на общината е 164 души, от които 5 са чужди граждани.